# Championnats du monde de gravel 2025
Navigation
2024 2026
Les Championnats du monde de gravel 2025 sont la 4e édition de ces championnats, organisés par l'Union cycliste internationale (UCI) et décernant les titres mondiaux en gravel. Ils ont lieu les 11 octobre et 12 octobre 2025 dans la région du Limbourg méridional aux Pays-Bas.
Trois municipalités coorganise l'événement Maastricht, Beek et Beekdaelen. La candidature du Limbourg a été retenu après le retrait de la ville de Nice a qui l'UCI avait confié l'organisation.

## Podiums
| Épreuves | Or | Argent | Bronze |
| -------- | -- | ------ | ------ |
| Hommes   |    |        |        |
| Femmes   |    |        |        |

## Classements
| Classement général | Classement général | Classement général | Classement général | Classement général |
| Coureur            | Coureur            | Pays               | Équipe             | Temps              |
| ------------------ | ------------------ | ------------------ | ------------------ | ------------------ |

| Classement général | Classement général | Classement général | Classement général | Classement général |
| Coureur            | Coureur            | Pays               | Équipe             | Temps              |
| ------------------ | ------------------ | ------------------ | ------------------ | ------------------ |